# The Prom (film)
Cet article concerne le film musical de Ryan Murphy. Pour le film du studio Disney, voir Prom (film).
Pour plus de détails, voir Fiche technique et Distribution.
The Prom, ou Le Bal au Québec, est un film musical américain réalisé par Ryan Murphy sorti en 2020 sur le service Netflix à l'international, après une sortie limitée au cinéma aux États-Unis.
Il s'agit d'une adaptation cinématographique de la comédie musicale du même titre, créée par Bob Martin, Chad Beguelin et Matthew Sklar, lancée en 2018 à Broadway et connue pour avoir été nommée pour le Tony Award de la meilleure comédie musicale.

## Synopsis
Dee Dee Allen et Barry Glickman, deux comédiens phares de Broadway, sont bloqués dans une crise quand leur nouvelle comédie musicale sur la vie d'Eleanor Roosevelt devient un énorme flop et affecte leurs carrières.
Parallèlement, dans le lycée d'une petite ville de l'Indiana, Mme Greene, qui est à la tête de l'association des parents d'élèves, interdit aux couples homosexuels d'assister au bal de promo ensemble. Ce qui provoque la déception d'Emma Nolan qui était si heureuse de pouvoir assister au bal avec sa petite amie, Alyssa Greene.
Quand Dee Dee et Barry entendent parler de la situation d'Emma, ils décident de s'allier avec deux autres acteurs, Angie Dickinson et Trent Oliver, pour aider la jeune fille et lui offrir le bal de ses rêves, mais également pour profiter de la situation afin de redorer leurs images.

## Fiche technique
Sauf indication contraire, les informations mentionnées dans cette section peuvent être confirmées par la base de données cinématographiques IMDb,  présente dans la section « Liens externes ».
- Titre original : The Prom
- Titre québécois : Le Bal
- Réalisation : Ryan Murphy
- Scénario : Chad Beguelin et Bob Martin, d'après leur comédie musicale The Prom
- Musique : Matthew Sklar
- Direction artistique : Sarah Delucchi et Adam Rowe
- Décors : Jamie Walker McCall
- Costumes : Lou Eyrich
- Photographie : Matthew Libatique
- Montage : Peggy Tachdjian et Danielle Wang
- Production : Adam Anders, Chad Beguelin, Bill Damaschke, Alexis Martin Woodall, Bob Martin, Ryan Murphy, Scott Robertson et Matthew Sklar
- Production déléguée : Dori Berinstein, Eric Kovtun, Douglas C. Merrifield et Casey Nicholaw
- Sociétés de production : Dramatic Forces, StoryKey Entertainment et Ryan Murphy Productions
- Société de distribution : Netflix
- Pays d'origine :  États-Unis
- Langue originale : anglais
- Format : Couleur - 2.39:1 - 2160p (4K UHD) - Dolby Digital 5.1
- Genre : Film musical et comédie romantique
- Durée : 131 minutes
- Dates de sortie :
  - États-Unis : 4 décembre 2020 (sortie limitée au cinéma) ; 11 décembre 2020 (sur Netflix)
  - Monde : 11 décembre 2020 (sur Netflix)

## Distribution
- Meryl Streep (VF : Frédérique Tirmont) : Dee Dee Allen
- James Corden (VF : Emmanuel Garijo)  : Barry Glickman
- Nicole Kidman (VF : Danièle Douet) : Angie Dickinson
- Kerry Washington (VF : Marjorie Frantz) : Mme Greene
- Keegan-Michael Key (VF : Serge Faliu) : Tom Hawkins
- Andrew Rannells (VF : Damien Ferrette) : Trent Oliver
- Ariana DeBose (VF : Clara Soares) : Alyssa Greene
- Jo Ellen Pellman (VF : Nastassja Girard) : Emma Nolan
- Tracey Ullman (VF : Frédérique Cantrel) : Vera Glickman
- Kevin Chamberlin (VF : Laurent Morteau) : Sheldon Saperstein
- Mary Kay Place : Bea
- Logan Riley Hassel : Kaylee
- Sofia Deler : Shelby
- Nico Greetham (VF : Julien Alluguette) : Nick
- Nathaniel J. Potvin : Kevin

Version française
Studio de doublage : Deluxe Media Paris
Direction artistique : Béatrice Delfe
Adaptation : Philippe Millet
Enregistrement : Thomas Dupart
Montage : Sébastien Lopez
Mixage : Thomas Borgen
Chargé de projet : Caroline Vain

## Production

### Genèse et développement
En avril 2019, lors d'une performance caritative de la comédie musicale The Prom au Longacre Theatre, Ryan Murphy annonce sur scène qu'il prépare une adaptation du spectacle pour Netflix. Quelques mois plus tard, le service confirme et lance officiellement la production du film. Lors de l'annonce, Murphy précise qu'il a voulu adapter le spectacle pour sa représentation de la communauté LGBT.
En septembre 2020, Netflix fixe la sortie du film pour le 11 décembre 2020, dans tous les pays où le service est disponible.

### Attribution des rôles
Lors de la confirmation du projet par Netflix en juin 2019, une grande partie de la distribution du film est dévoilée : Meryl Streep, Nicole Kidman, James Corden et Andrew Rannells interprètent le quatuor d'acteurs de Broadway ; Keegan-Michael Key signe pour le rôle du principal du lycée et Awkwafina pour celui de Mme Sheldon, une version féminine du personnage de Sheldon Saperstein dans la comédie musicale. L'actrice et chanteuse Ariana Grande rejoint également la distribution pour le rôle d'Alyssa Greene mais quitte le projet en fin de mois, ne pouvant pas être disponible pour le tournage à cause de sa tournée Sweetener World Tour.
En octobre 2019, Kerry Washington signe pour le rôle de Mme Greene, puis le mois suivant, Ariana DeBose est engagée pour remplacer Grande dans le rôle d'Alyssa,. Jo Ellen Pellman décroche le rôle de Emma Nolan après un casting national pour trouver une actrice débutante. En janvier 2020, il est dévoilé que Awkwafina a dû quitter le film à cause de conflits d'emplois du temps. Son personnage redevient alors masculin, comme dans le spectacle, et elle est remplacée par Kevin Chamberlin. Quelques mois plus tard, Tracey Ullman et Mary Kay Place confirment leur présence dans le film.

### Tournage
Le tournage du film a démarré le 11 décembre 2019 à Los Angeles. Il est interrompu le 12 mars 2020 en raison de la pandémie de Covid-19. Lors de l'interruption, l'équipe principale avait terminé le tournage mais il restait deux jours de tournage à la seconde équipe. Les jours restants ont d'abord été programmés pour avril 2020 avant d'être repoussés à l'été. Le tournage s'est officiellement terminé le 23 juillet 2020.

## Numéros musicaux
1. Changing Lives - Meryl Streep et James Corden
2. Changing Lives (Reprise) - Meryl Streep, James Corden, Nicole Kidman et Andrew Rannells
3. Just Breathe - Jo Ellen Pellman
4. It’s Not About Me - la distribution
5. Dance with You - Jo Ellen Pellman et Ariana DeBose
6. The Acceptance Song - Andrew Rannells, Meryl Streep, James Corden et Nicole Kidman
7. You Happened - Jo Ellen Pellman, Ariana DeBose, Nathaniel J. Potvin et Nico Greetham
8. We Look to You - Keegan-Michael Key
9. Tonight Belongs to You - la distribution
10. Tonight Belongs to You (Reprise) - Jo Ellen Pellman
11. Zazz - Nicole Kidman et Jo Ellen Pellman
12. The Lady’s Improving - Meryl Streep
13. Alyssa Greene - Ariana DeBose
14. Love Thy Neighbor - Andrew Rannells, Nathaniel J. Potvin, Nico Greetham, Logan Riley et Sofia Dele
15. Barry is Going to Prom - James Corden
16. Unruly Heart - Jo Ellen Pellman
17. It’s Time to Dance - la distribution

- Deux chansons ont été écrites spécialement pour le film : Wear Your Crown, interprétée par Meryl Streep, Ariana DeBose, Jo Ellen Pellman, Kerry Washington et Nicole Kidman ; et Simply Love, interprétée par James Corden[14].
- Les numéros musicaux du films sont disponibles dans la bande-originale qui a été éditée par Sony Music Masterworks. Matthew Sklar, qui s'est occupé de la musique de la comédie musicale, s'est également chargé de les réadapter pour le film[14].
- La chanson Tonight Belongs to You est sortie en tant que single le 30 octobre 2020[15].

## Récompenses et distinctions

### Nominations
- Golden Globes 2021 : 
  - Meilleur film musical ou comédie
  - Meilleur acteur dans un film musical ou une comédie  pour James Corden